# 第55回ベルリン国際映画祭
第55回ベルリン国際映画祭は2005年2月10日から20日まで開催された。

## 概要
コンペティション部門には長編映画22本、短編映画8本が出品され、オペラの『カルメン』を映画化した南アフリカ映画『U-Carmen eKhayelitsha』が金熊賞を受賞した。

## 日本映画
コンペティション部門に山田洋次監督の『隠し剣 鬼の爪』が出品されたが、受賞はならなかった。加えて、ロシア映画ではあるが、昭和天皇を扱ったアレクサンドル・ソクーロフの『太陽』もコンペ部門で上映された。
また、ベルリン・スペシャルでは山本寛斎の『アボルダージュ』と木下惠介の『二十四の瞳』、パノラマ部門では大林宣彦の『理由』、フォーラム部門で内田吐夢の『恋や恋なすな恋』と中川陽介の『真昼ノ星空』、風間志織の『せかいのおわり』、羽田澄子の『山中常盤 牛若丸と常盤御前 母と子の物語』、青少年映画部門に岩井俊二の『花とアリス』と瀬木直貴の『千年火』、レトロスペクティブで市川崑の『雪之丞変化』がそれぞれ上映された。また、Berlinale Talent Campusでは浅野忠信が監督したオムニバス映画『トーリ』が上映された。

## 受賞
- 金熊賞：『U-Carmen eKhayelitsha』(マーク・ドーンフォード＝メイ)
- 銀熊賞
  - 審査員グランプリ：『孔雀 我が家の風景』(クー・チャンウェイ)
  - 監督賞：マルク・ローテムント (『白バラの祈り ゾフィー・ショル、最期の日々』)
  - 男優賞：ルー・テイラー・プッチ (『サムサッカー』)
  - 女優賞：ユリア・イェンチ (『白バラの祈り ゾフィー・ショル、最期の日々』)
  - 音楽賞：アレクサンドル・デプラ (『真夜中のピアニスト』)
  - 芸術貢献賞：『西瓜』 (ツァイ・ミンリャン)

## 上映作品

### コンペティション部門
長編映画のみ記載。アルファベット順。邦題がついていない場合は原題の下に英題。
| 題名 原題                                                                  | 監督                         | 製作国                             |
| -------------------------------------------------------------------------- | ---------------------------- | ---------------------------------- |
| Anklaget (Accused)                                                         | ヤコブ・トゥーセン           | デンマーク                         |
| アサイラム/閉鎖病棟 Asylum                                                 | デヴィッド・マッケンジー     | イギリス アイルランド              |
| 真夜中のピアニスト De battre mon coeur s'est arrêté                        | ジャック・オーディアール     | フランス                           |
| 幻影 Gespenster                                                            | クリスティアン・ペツォルト   | ドイツ フランス                    |
| イン・グッド・カンパニー In Good Company                                   | ポール・ワイツ               | アメリカ合衆国                     |
| 隠し剣 鬼の爪                                                              | 山田洋次                     | 日本                               |
| 孔雀 我が家の風景 孔雀                                                     | クー・チャンウェイ           | 中国                               |
| シャン・デ・マルスの散策者 Le promeneur du Champ de Mars                   | ロベール・ゲディギャン       | フランス                           |
| ワーズ・イン・ブルー Les mots bleus                                        | アラン・コルノー             | フランス                           |
| 移り行く時 Les temps qui changent                                          | アンドレ・テシネ             | フランス                           |
| 一対一 Man To Man                                                          | レジス・ヴァルニエ           | フランス イギリス 南アフリカ共和国 |
| ワン・デイ・イン・ヨーロッパ One Day in Europe                             | ハンネス・シュテーア         | ドイツ スペイン                    |
| パラダイス・ナウ Paradise Now                                              | ハニ・アブ・アサド           | パレスチナ フランス ドイツ 他      |
| Provincia meccanica                                                        | ステファノ・モルディーニ     | イタリア                           |
| 太陽 Solntse                                                               | アレクサンドル・ソクーロフ   | ロシア イタリア フランス スイス    |
| ルワンダ 流血の4月 Sometimes in April                                      | ラウル・ペック               | フランス アメリカ合衆国            |
| 白バラの祈り ゾフィー・ショル、最期の日々 Sophie Scholl - Die letzten Tage | マルク・ローテムント         | ドイツ                             |
| フェイトレス ～運命ではなく～ Sorstalanság                                 | ラホス・コルタイ             | ハンガリー ドイツ イギリス         |
| ライフ・アクアティック The Life Aquatic with Steve Zissou                  | ウェス・アンダーソン         | アメリカ合衆国                     |
| サムサッカー Thumbsucker                                                   | マイク・ミルズ               | アメリカ合衆国                     |
| 西瓜 天邊一朵雲                                                            | ツァイ・ミンリャン           | 台湾 フランス                      |
| U-Carmen eKhayelitsha                                                      | マーク・ドーンフォード＝メイ | 南アフリカ共和国                   |

### コンペティション外
- 『愛についてのキンゼイ・レポート』 – ビル・コンドン (アメリカ)
- 『明日へのチケット』 – エルマンノ・オルミ、アッバス・キアロスタミ、ケン・ローチ (イタリア・イギリス)
- 『最後の恋のはじめ方』 – アンディ・テナント (アメリカ)
- 『ホテル・ルワンダ』 – テリー・ジョージ (イギリス・アメリカ・イタリア)

## 審査員
- ローランド・エメリッヒ (ドイツ/監督)
- ワウター・バレンドレヒト (オランダ/プロデューサー)
- バイ・リン (中国/女優)
- フランカ・ポテンテ (ドイツ/女優)
- インゲボルガ・ダクネイト (リトアニア/女優)
- アンドレイ・クルコフ (ウクライナ/作家)
- ニーノ・セルッティ (イタリア/デザイナー)